# Кубок Австралії з футболу 2019
Кубок Австралії з футболу 2019 — 6-й розіграш кубкового футбольного турніру у Австралії. Титул володаря кубка вдруге поспіль здобула Аделаїда Юнайтед.

## Календар
| Раунд            | Дата                       | Матчі | Клуби    |
| ---------------- | -------------------------- | ----- | -------- |
| Попередні раунди | 10 лютого - 25 червня 2019 |       | 739 → 32 |
| 1/16 фіналу      | 24 липня - 7 серпня 2019   | 16    | 32 → 16  |
| 1/8 фіналу       | 21-28 серпня 2019          | 8     | 16 → 8   |
| 1/4 фіналу       | 17-18 вересня 2019         | 4     | 8 → 4    |
| 1/2 фіналу       | 1-2 жовтня 2019            | 2     | 4 → 2    |
| Фінал            | 23 жовтня 2019             | 1     | 2 → 1    |

## 1/16 фіналу
| Команда 1                                           | Рахунок      | Команда 2                |
| --------------------------------------------------- | ------------ | ------------------------ |
| 24 липня 2019                                       |              |                          |
| Олімпік (2)                                         | 5:2          | Бейсвотер Сіті (2)       |
| Аделаїда Олімпік (2)                                | 4:3          | Флоріт Атена (2)         |
| Дарвін Олімпік (2)                                  | 0:3          | Еджворт (2)              |
| Баллін Лайонс (3)                                   | 1:1 пен. 2:3 | Моурланд Зебрас (3)      |
| Макай енд Вайтсандейс Мегпіс Крузейдерс Юнайтед (2) | 2:1          | Кумера Колтс (2)         |
| Маунт Друітт Таун Рейнджерс (2)                     | 2:2 пен. 2:4 | Манлі Юнайтед (2)        |
| 31 липня 2019                                       |              |                          |
| Кампбеллтаун Сіті (2)                               | 1:3          | Мельбурн Сіті            |
| Мейтленд (2)                                        | 0:2          | Сентрал-Кост Марінерс    |
| Кума Тайгерс (2)                                    | 0:2          | Г'юм Сіті (2)            |
| Саут Гобарт (2)                                     | 0:3          | Марконі Стелліонс (2)    |
| Сент-Джордж (3)                                     | 3:5 дч       | Сідней Юнайтед (2)       |
| 7 серпня 2019                                       |              |                          |
| Мельбурн Найтс (2)                                  | 2:5          | Аделаїда Юнайтед         |
| Брисбен Страйкерс (2)                               | 2:2 пен. 4:2 | Веллінгтон Фенікс        |
| Мельбурн Вікторі                                    | 2:3 дч       | Ньюкасл Юнайтед Джетс    |
| Сідней                                              | 0:2          | Брисбен Роар             |
| Перт Глорі                                          | 1:2 дч       | Вестерн Сідней Вондерерз |

## 1/8 фіналу
| Команда 1             | Рахунок      | Команда 2                                           |
| --------------------- | ------------ | --------------------------------------------------- |
| 21 серпня 2019        |              |                                                     |
| Еджворт (2)           | 1:5          | Ньюкасл Юнайтед Джетс                               |
| Олімпік (2)           | 2:3          | Аделаїда Юнайтед                                    |
| Моурланд Зебрас (3)   | 4:0          | Макай енд Вайтсандейс Мегпіс Крузейдерс Юнайтед (2) |
| Марконі Стелліонс (2) | 1:2          | Мельбурн Сіті                                       |
| 28 серпня 2019        |              |                                                     |
| Брисбен Роар          | 2:2 пен. 2:4 | Сентрал-Кост Марінерс                               |
| Аделаїда Олімпік (2)  | 1:3          | Г'юм Сіті (2)                                       |
| Брисбен Страйкерс (2) | 1:0          | Манлі Юнайтед (2)                                   |
| Сідней Юнайтед (2)    | 1:7          | Вестерн Сідней Вондерерз                            |

## 1/4 фіналу
| Команда 1             | Рахунок | Команда 2                |
| --------------------- | ------- | ------------------------ |
| 17 вересня 2019       |         |                          |
| Аделаїда Юнайтед      | 1:0     | Ньюкасл Юнайтед Джетс    |
| Г'юм Сіті (2)         | 0:1     | Сентрал-Кост Марінерс    |
| 18 вересня 2019       |         |                          |
| Брисбен Страйкерс (2) | 3:2     | Моурланд Зебрас (3)      |
| Мельбурн Сіті         | 3:0     | Вестерн Сідней Вондерерз |

## 1/2 фіналу
| Команда 1             | Рахунок | Команда 2        |
| --------------------- | ------- | ---------------- |
| 1 жовтня 2019         |         |                  |
| Брисбен Страйкерс (2) | 1:5     | Мельбурн Сіті    |
| 2 жовтня 2019         |         |                  |
| Сентрал-Кост Марінерс | 1:2     | Аделаїда Юнайтед |

## Фінал
| 23 жовтня 2019 11:30 (EEST) |

| Аделаїда Юнайтед                               | 4:0      | Мельбурн Сіті |
| ---------------------------------------------- | -------- | ------------- |
| Туре 25' Галлоран 49' Мілеуснич 60' Макгрі 75' | Протокол |               |

| Гіндмарш Стедіум, Аделаїда Глядачів: 14 920 Арбітр: Алекс Кінг |